# Kowalewo Pomorskie
Kowalewo Pomorskie é um município da Polônia, na voivodia da Cujávia-Pomerânia e no condado de Golub-Dobrzyń. Estende-se por uma área de 4,45 km², com 4 192 habitantes, segundo os censos de 2017, com uma densidade de 942,0 hab/km².